# Vlad et Niki
Vlad et Niki est une chaîne YouTube mettant en vedette les frères américains d'origine russe Vladislav Vashketov (né le 26 février 2013) et Nikita Vashketov (né le 4 juin 2015). 
En 2019, les frères sont considérés comme les YouTubers gagnant le plus d'argent par vidéo, avec une estimation d'environ 312 000 $ US par vidéo.

## Histoire
Les parents de Vlad et Nikita, Sergey et Victoria Vashketov,, sont originaires de Moscou, en Russie et dirigent 21 chaînes YouTube en 18 langues. Les enfants[De qui ?] résident à Miami, en Floride et occasionnellement à Dubaï, aux Émirats arabes unis. Leur chaîne principale est la 8e la plus regardée et la sixième comptant le plus d'abonnés avec 199 millions ďabonnés au monde.
Vlad et Nikita lancent leur chaîne YouTube le 23 avril 2018, ce qui encourage leur père à quitter son travail de vendeur pour apporter sa contribution par la suite. Leurs vidéos incluent des jeux de rôle, des vlogs ainsi que de la publicité.

## Partenariats
La chaîne a signé un accord de représentation avec Haven Global, une agence de licence basée en Australie, pour développer de nouveaux contenus, des produits grand public ainsi que des licences pour les applications mobiles sous leur marque,.
Elle a également signé un accord avec Playmates Toys, un fabricant basé à Hong Kong, pour produire des jouets sous leur marque.